# Buffalo Dreams
Buffalo Dreams es una película de televisión western infantil estadounidense de 2005 dirigida por David Jackson, siendo una película original de Disney Channel.

## Trama
La película, ambientada en Nuevo México, sigue a un niño, Josh Townsend, que se muda debido al trabajo de su padre, y conoce a un grupo de adolescentes que intentan conservar las tradiciones y costumbres de los búfalos y los navajos. En el camino, logra hacer amigos y aprende lecciones importantes sobre la vida. Josh finalmente compite en una carrera contra su rival, logrando demostrar ser el mejor de los dos. Sin embargo, en medio de la carrera, una manada de búfalos provoca una estampida. Josh se reúne rápidamente con sus amigos para salvar la ciudad, y aunque su rival se niega a ayudar, sus amigos sí lo hacen. Juntos, alejan a los búfalos de la ciudad y los llevan de regreso a su reserva. Durante el proceso, el amigo de Josh, Thomas Blackhorse, cae frente a un búfalo, pero es salvado por su hermana, quien finalmente habla por primera vez en años para calmar al búfalo. Josh y sus amigos son aclamados como héroes por la ciudad, y en reconocimiento por su valentía, Josh es nombrado miembro de la tribu Navajo. Él y Thomas, con quien antes tenía problemas para llevarse bien, hacen un pacto para mantener juntos a los búfalos a salvo.

## Producción
La película se rodó en 2004 en Utah, con varias escenas en Antelope Island.

## Elenco
- Reiley McClendon como Josh Townsend
- Simon R. Baker como Thomas Blackhorse
- Graham Greene como John Blackhorse
- Tessa Vonn como Scout Blackhorse
- Max Van Ville como Luna
- Chris Hunter como Kyle
- Adrienne Bailon como Domino
- Geraldine Keams como Abuela Rose
- Christopher Robin Miller como Virgilio
- George Newbern como el Dr. Nick Townsend
- Seth Packard como Wylie
- Jane Sibbett como Blaine Townsend
- Justin Stern como Luke
- Chris White como J.G.

## Premios
En 2006, la película fue nominada al premio Directors Guild of America por mejor dirección de un programa/película infantil para David S. Jackson, y por mejor actuación en una película para televisión, miniserie o especial - Actriz de reparto joven, para Tessa Vonn, en los 27.º premios Young Artist.